# Pigeonnier de Malintrat
Le pigeonnier de Malintrat est un édifice situé à Malintrat, en France.

## Localisation
Le pigeonnier est situé sur le territoire de la commune de Malintrat, dans le département du Puy-de-Dôme, en région Auvergne-Rhône-Alpes.

## Description
Le pigeonnier de Malintrat est construit en pan de bois sur pilotis, d'un type rare en Auvergne, sans doute postérieur au XVIe siècle, auparavant les pigeonniers étant construits à partir du sol et non sur des piliers. Le pigeonnier est de forme parallélépipédique. Le toit est en pavillon, surmonté d'un lanternon à quatre côtés, couvert d'un épi de faîtage. Les murs sont en pisé soutenu par des croisillons de bois,.

## Historique
Le pigeonnier date du XVIe siècle. Il est inscrit aux au titre des monuments historiques par arrêté du 28 août 1974.